# Alex van Warmerdam
Alex van Warmerdam (ur. 14 sierpnia 1952 w Haarlem) – holenderski malarz, reżyser, scenarzysta i aktor filmowy.

## Życiorys
Ukończył studia malarskie na Gerrit Rietveld Academie. Znajdował się wśród założycieli grupy teatralnej Hauser Orkater, w 1980 wspólnie z bratem stworzył teatr De Mexicaanse Hond (Meksykański Pies). W tym czasie realizował krótkie filmy, pojawiał się również w produkcjach telewizyjnych – jako aktor i scenarzysta. W długim metrażu debiutował w 1986 komedią Abel. Był reżyserem tego obrazu, napisał scenariusz oraz zagrał główną – tytułową – rolę. Także w kolejnych sygnowanych przez siebie filmach występuje w tych trzech rolach.
Żonaty z holenderską aktorką Annet Malherbe, która często gra w jego filmach.

## Reżyseria
- 1986: Abel
- 1992: Ludzie z północy (nl. De Noorderlingen)
- 1996: Suknia (De jurk)
- 1998: Antoś (Kleine Teun)
- 2003: Grimm
- 2006: Kelner (Ober)
- 2009: Ostatnie dni Emmy Blank (De laatste dagen van Emma Blank)
- 2013: Borgman
- 2015: Schneider kontra Bax (Schneider vs. Bax)[1]
- 2019: Grimm: Re-Edit[1]
- 2021: Nr 10[1]